# Dhana Singh

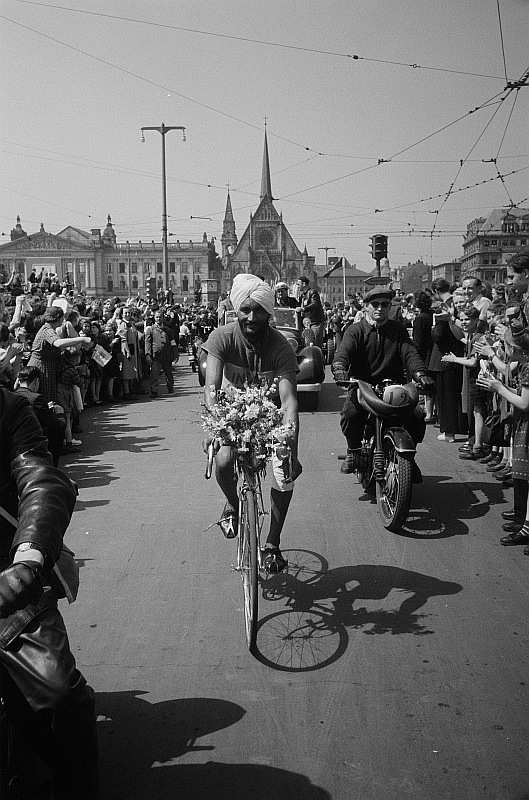
Dhana Singh (1954)

Dhana Singh (* 1930) ist ein ehemaliger indischer Radrennfahrer und nationaler Meister im Radsport.

## Sportliche Laufbahn
Singh war nationaler Meister im Straßenrennen 1953. Er gehörte zur Nationalmannschaft seines Landes, als Indien zum ersten Mal 1954 an der Internationalen Friedensfahrt teilnahm, wobei er während der Rundfahrt ausschied. Zuvor hatte er eines der Vorbereitungsrennen in seiner Heimat gewonnen. 1955 war er erneut am Start, er beendete das Etappenrennen auf dem 80. Rang der Gesamtwertung. Da er als Sikh stets seinen Turban trug, galt ihm ein starkes Medien- und Publikumsinteresse.
Singh nahm mehrfach an den Asienspielen teil.